# Замечательные прямые треугольника
Замечательные прямые треугольника — прямые, местоположение которых однозначно определяется треугольником. Местоположение некоторых не зависит от того, в каком порядке берутся стороны и вершины треугольника (например, прямая Эйлера). Местоположение же большинства зависит от того, в каком порядке берутся стороны и вершины треугольника.
Обычно они расположены внутри треугольника, но и это не обязательно. В частности, высота может находиться и вне треугольника.
Многие однотипные замечательные прямые треугольника при пересечении образуют замечательные точки треугольника. Например, на пересечении трех высот треугольника находится замечательная точка треугольника — ортоцентр.

## Изо-прямые треугольника
Изо-прямыми (изо-линиями) треугольника являются прямые, которые разрезают данный треугольник на два треугольника, имеющие какие-либо равные параметры. Изо-прямыми треугольника являются:
- Медиана треугольника делит противоположную сторону пополам и разрезает треугольник на два треугольника с равными площадями.
- Биссектриса (Биссектор) треугольника делит пополам угол, из вершины которого она выходит.
- Высота треугольника пересекает противоположную сторону (или её продолжение) под прямым углом (то есть образует два равных угла со стороной по обе стороны от неё) и разрезает треугольник на два треугольника с равными (прямыми) углами.
- Симедиана — геометрическое место точек внутри треугольника, выходящее из одной вершины, дающее два равных отрезка, антипараллельных двум сторонам, пересекающимся в этой вершине, и ограниченных тремя сторонами.
- Кливер треугольника разбивает периметр пополам. Кливер треугольника — это отрезок, один конец которого находится в середине одной из сторон треугольника, второй конец находится на одной из двух оставшихся сторон. Кроме того, кливер параллелен одной из биссектрис угла. Каждый из кливеров проходит через центр масс периметра треугольника ABC, так что все три кливера пересекаются в центре Шпикера.
- Также разбивает периметр пополам отрезок, соединяющий точку касания стороны треугольника и вневписанной окружности с вершиной, противоположной данной стороне. Три таких отрезка треугольника, проведенные из трех его вершин, пересекаются в точке Нагеля. Иными словами, этот отрезок есть чевиана точки Нагеля. (Чевиану точки Нагеля в английской литературе иногда называют сплиттером (splitter) или делителем пополам периметра. К сплиттеру они относят и кливер).
- Эквалайзер (equalizer) или уравниватель (выравниватель) — отрезок прямой, разрезающий треугольник на две фигуры одновременно равных площадей и периметров[2].
- Немного об эквалайзере (equalizer). Любая прямая (эквалайзер), проходящая через треугольник и делящая площадь треугольника и периметр пополам, проходит через центр вписанной окружности. Таких прямых может существовать три, две или одна.[3]

### Замечание об изо-прямых треугольника
В англоязычной литературе вводится понятие бисекции (Bisection) — разделение чего-либо на две равные части, например: равнобедренного треугольника на два равных, отрезка прямой на два равных, плоского угла на два равных. Соответствующие линии будут являться частным случаем изо-прямых (изо-линий) треугольника.

### Прямыеn
Важным частным случаем изо-прямых являются так называемые прямые n треугольника. Прямая n треугольника, исходящая из его вершины, делит противоположную сторону в отношении n-х степеней прилежащих к ней двух сторон. Важными частными случаями прямых n являются:
- Медиана (n = 0)
- биссектриса (биссектор)(n = 1)
- антибиссектриса (n = −1)
- симедиана (n = 2)
- прямая кубов (n = 3)

Для прямых n треугольника очень просто найти в общем виде некоторые свойства. Например, для прямой n изогонально сопряженной будет прямая (2 − n), а изотомически сопряженной будет прямая минус n.